# Palacio D'Anna Viaro Martinengo Volpi di Misurata
El palacio D'Anna Viaro Martinengo Volpi di Misurata, también llamado palacio Talenti D'Anna Volpi, es un edificio histórico italiano ubicado en el sestiere (barrio) de San Marco de Venecia. Se asoma a la izquierda del Gran Canal, enfrente al palacio Donà a Sant'Aponal.

## Historia
Edificado en los primeros años del siglo XVI, por iniciativa de la familia Talenti y, casi inmediatamente, adquirido por el rico comerciante flamenco Martino D’Anna (van Haanen), este palacio ha pasado por numerosas manos a lo largo de su historia. 
Hacia la mitad del siglo XVII la antigua familia noble veneciana Viaro ejecutó la ampliación del edificio, que posteriormente, a lo largo del siglo XVIII, pasó a ser propiedad de los venecianos Foscarini, los Martinengo, de origen bresciano; y durante el siglo XIX fue propiedad del conde  Giovanni Conti que, después de su muerte, dejó dispuesto que el palacio se dedicase a casa de reposo.
En 1917 compró el edificio el empresario italiano Giuseppe Volpi, a quien en 1925 le fue concedido el título de conde de Misurata, creado para él por el rey Víctor Manuel III.

## Descripción

### Fachada
La fachada principal consta de cuatro secciones, con dos tipologías estructurales alternadas, que se corresponden con la primera estructura del siglo XVI y el añadido posterior, casi un siglo después.
El estilo del palacio Talenti D'Anna Volpi es el habitual del periodo renacentista veneciano. A nivel del canal presenta un portal central y un entresuelo algo más elevado de lo habitual, que asemeja una planta normal. Por este motivo, solamente hay una planta noble, con polífora central de cuatro aberturas y arco de medio punto, cornisa superior y una balconada corrida. En los laterales, se presentan parejas de monóforas de estilo similar, con balcón individual, entre las que se intercala un escudo nobiliario en relieve.
La fachada se remata con un altillo bajocubierta con ventanas cuadradas que se sitúan justo encima de las del piso inferior. Entre la planta noble y el altillo, separados por una línea de imposta marcaplantas, hubo un fresco de Pordenone, actualmente desaparecido.
La parte del edificio añadida, el "cuarto" a la izquierda de la fachada, repite con casi total fidelidad la sección central, salvo que, en este caso se realizaron dos portales al nivel del agua y solo se abren dos huecos en el desván.

### Interior
Por lo que respecta al interior del palacio, la planta noble mantiene su aspecto lujoso gracias a la decoración con muebles y cuadros de la época que aún se conservan. Se accede a sus salones por medio de una escalera de honor que, a través del vestíbulo en la planta baja, conduce a la sala de recepción. El techo del gran salón de baile está decorado con frescos encargados por el conde Giuseppe Volpi di Misurata al pintor veneciano Ettore Tito, que elaboró un friso, en estilo "tiepolesco", con referencias a las batallas del ejército italiano en Tripolitania durante la Guerra ítalo-turca, como recuerdo orgulloso del propietario, que participó  como diplomático y negociador del final de la guerra  en 1911-1912, y también por su presencia como gobernador de la colonia de Tripolitania de 1921 hasta 1925.